# جناح (كنيسة)

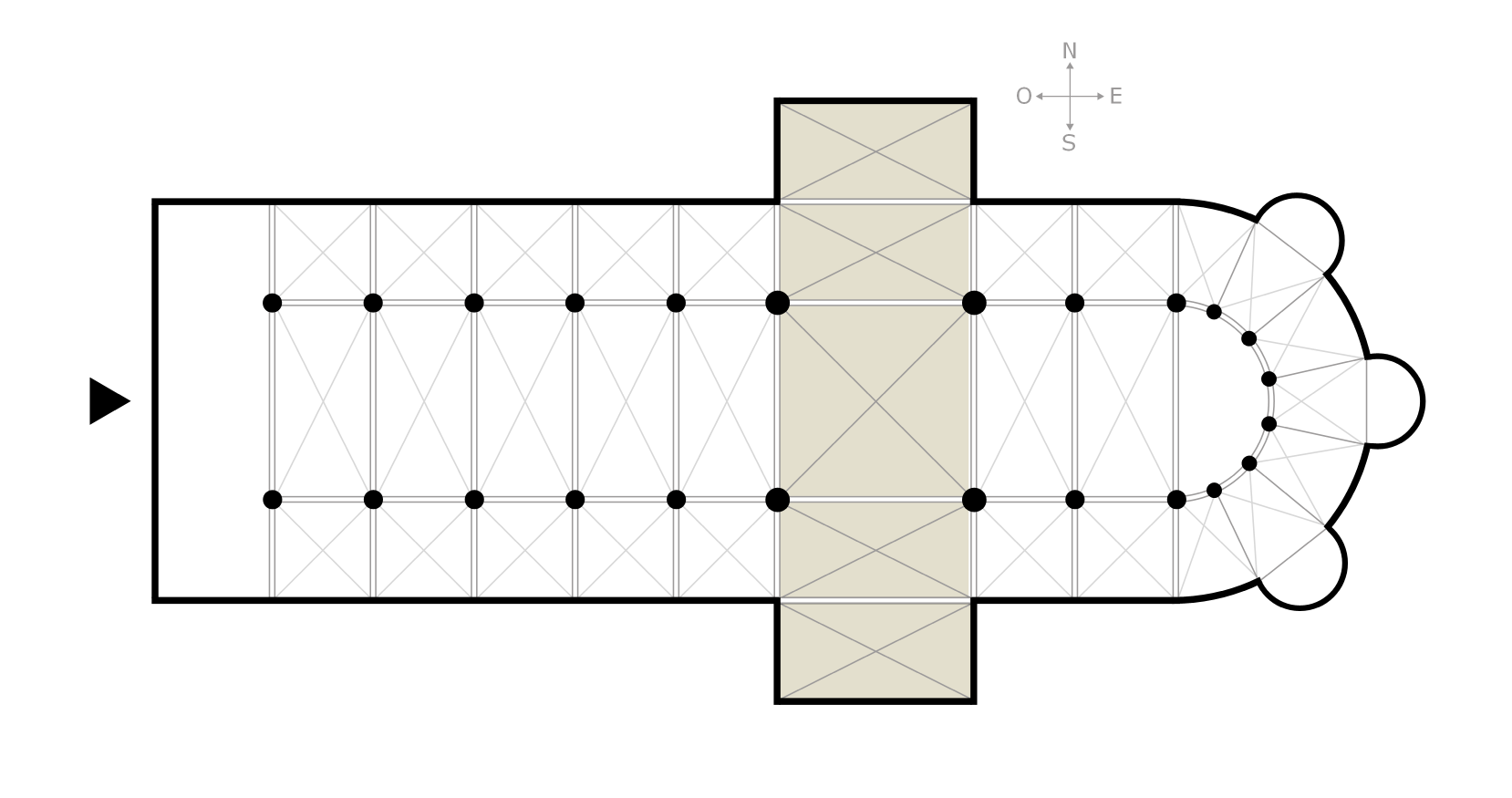
موقع الجناح من الكنيسة

الجَنَاح أو جناح الكنيسة وممر جانبي ومقاطع هو الجزء من الكنيسة الذي يتقاطع مع الصحن على شكل زاوية قائمة، وهو يفصل الصحن عن المذبح. وفي المسجد الرواق الذي يتجه مباشرة نحو القبلة من الصحن. وأول ظهوره في العمارة الإسلامية في المسجد الأموي بدمشق.